# Madonna Esterhazy
La Madonna Esterhazy è un dipinto a olio su tavola (29x21,5 cm) di Raffaello Sanzio, databile al 1508 e conservato nello Szépművészeti Múzeum di Budapest.

## Storia
Un biglietto sul retro ricorda come l'opera venne donata da Clemente XI all'imperatrice Elisabetta Cristina di Brunswick-Wolfenbüttel. In un momento sconosciuto tra il 1721 e 1812, il dipinto venne acquistato dalla nobile famiglia ungherese degli Esterházy che la posero nella loro collezione a Palazzo Eszterházy, presso Fertőd, in Ungheria.
L'opera venne trafugata la notte del 5 novembre 1983, insieme ad altre opere di Raffaello, Giorgione, del Tintoretto e del Tiepolo: tutte le opere, compresa la Madonna Esterhazy, vennero recuperate dai Carabinieri italiani in un convento greco abbandonato, nella località di Eghjon.

## Descrizione e stile

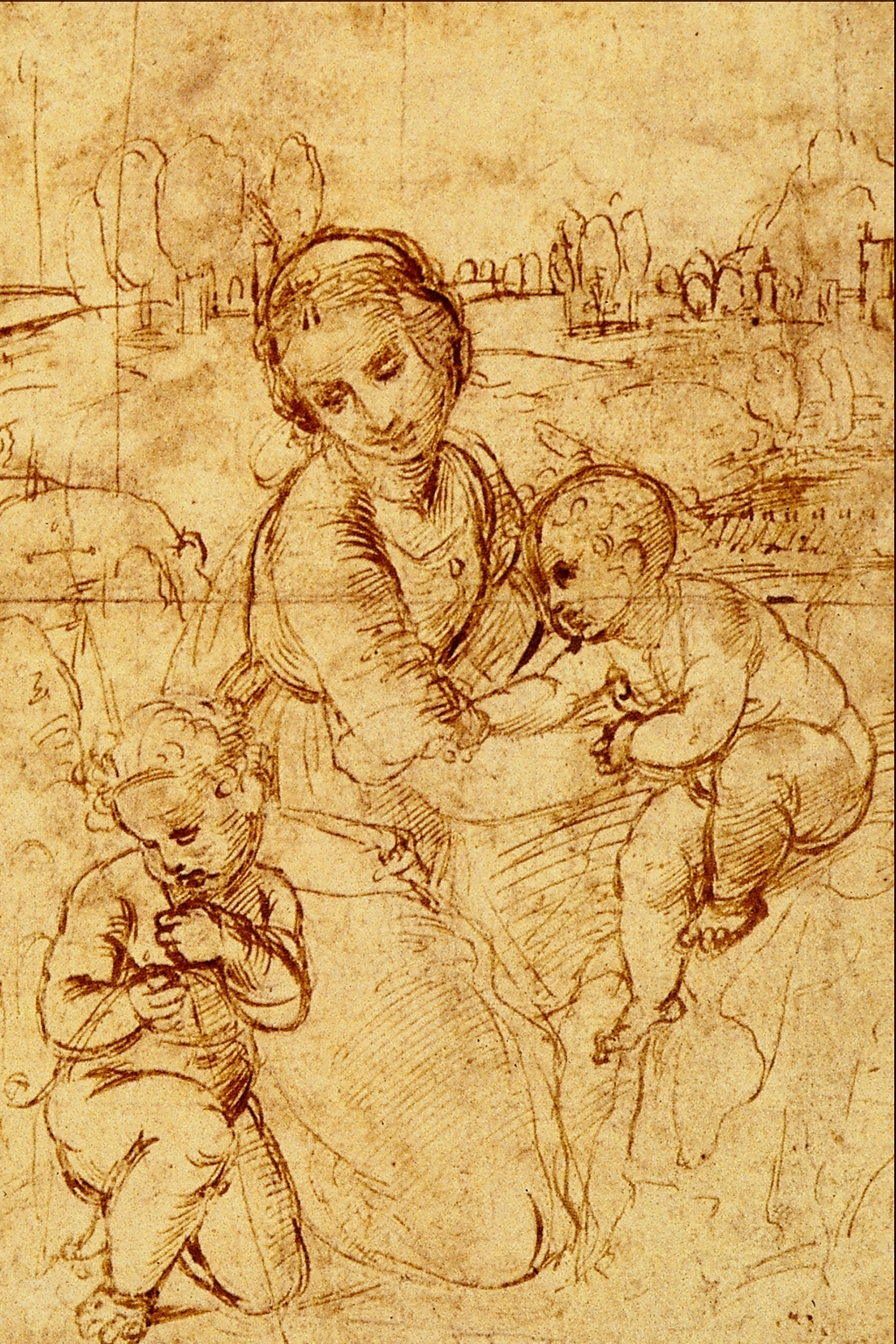
Disegno preparatorio

L'opera ritrae la Madonna a figura intera col Bambino poggiato su una roccia, mentre si sporge verso san Giovanni Battista fanciullo, a sinistra, intento a decifrare il messaggio su un cartiglio, sullo sfondo di un paesaggio. La presenza di rovine romane nello sfondo, che ricordano il Tempio di Vespasiano nel Foro Romano, non presenti nel disegno preparatorio al Gabinetto dei Disegni e delle Stampe degli Uffizi, ha fatto pensare che l'opera venne pensata a Firenze ed eseguita immediatamente dopo l'arrivo del pittore a Roma. 
Lo stato di conservazione precario ha fatto pensare anche a un'opera incompiuta (Berenson).